# 스즈키 다케히토
스즈키 다케히토(일본어: 鈴木 健仁, 1971년 6월 11일 ~ )는 일본의 전 축구 선수이자 현 축구 지도자로 현역 시절 요코하마 마리노스, 교토 퍼플 상가, 감바 오사카, 비셀 고베, 베갈타 센다이 등에서 수비수로 활동했으며 현재 제프 유나이티드 지바의 총감독으로 재직 중이다.

## 구단 경력
1990년 일본 사커 리그의 닛산 자동차(요코하마 마리노스)에 입단했다. 1995년에 J1리그 우승을 차지했다. 1998년까지 110경기에 출전하여, 8득점을 넣었다. 1998년 10월 교토 퍼플 상가로 이적했다. 2000년 감바 오사카로 이적했다. 2001년부터 2003년까지 비셀 고베와 베갈타 센다이에서 뛰었다. 2003년후 현역 은퇴.